# Castillo de Tornos
El castillo de Tornos se sitúa sobre un cerro, a 1109 m s. n. m. en el municipio turolense de Tornos, desde el que se domina el Campo de Bello, la laguna de Gallocanta y la frontera con Castilla. Tuvo una gran importancia para la defensa de la frontera aragonesa por su situación fronteriza, ya que estaba colocado en la primera línea dentro del sistema defensivo de la comunidad de aldeas de Daroca.

## Historia
Se asienta sobre un poblado celtibérico, del que solo quedan restos visibles de una muralla. De las construcciones medievales quedan tres torreones en ruinas y un muro, así como un pasillo de roca que comunica las dos terrazas y lo que pudo ser un aljibe mandado construir en 1347 por Pedro IV.
El castillo ya existía en el año 1200. La reina viuda Sancha lo donó a su hijo Pedro II. Pertenecía a la Corona Aragonesa, la cual nombraba a sus alcaides. Jaime II nombró alcaide en 1295 a Ximénez de Iranzo y a Sánchez de Sotes; en 1301 nombró a Jimeno Sánchez de Alfambra otorgándole 1000 sueldos jaqueses anuales, y a García Sánchez de Foces le otorgó dicha alcaidía mientras viviese en premio a sus servicios con 1000 sueldos anuales sobre las rentas de Daroca. Pedro IV nombró alcaides a Gonzalo Rodríguez de Moros, a Jaime de Oblitis y a Domingo Marcuello
Jaime II entregó dinero para sus obras en 1300 y 1320. En 1295 ordenó al escribano, sexmeros y universidad de las aldeas de Daroca la reparación del castillo de Tornos. Jaime II deparó especiales atenciones a los habitantes de Tornos, y mandó una carta en 1291, firmada por el infante Don Pedro, como lugarteniente, a los jurados y concejos de las aldeas de Daroca para que se apoderasen de los bienes de todos los almogávares que vivían en Herrera de Ojos Negros y que robaron y cautivaron a ciertos vecinos de Tornos.
Pedro IV dispuso en 1346 a Gil Mateo, procurador de las aldeas de Daroca para que de los fondos destinados a las reparaciones, hicieran las obras necesarias en Tornos para prevenir posibles asedios, así como la construcción de un aljibe.
En 1347 Tornos prestó un gran apoyo en momentos difíciles para la Corona, siendo alcaide el caballero darocense Domingo Marcuello, al negarse entregar el castillo a los rebeldes unionistas que estaban atrincherados en el de Berrueco, y presionaban a Pedro IV para que les entregara una serie de castillos. Marcuello fue uno de los caballeros que acompañaron a D. Lope de Luna en 1348 a la batalla de Épila contra los unionistas. Una rama de la familia de los Luna ya estaba asentada en Tornos en el s. XIV.
El castillo fue desmoronándose por el transcurso del tiempo al perder su utilidad defensiva por los enlaces castellano-aragoneses.
En 1998 se realizó un levantamiento topográfico de la cima del cerro del Castillo, así como una revisión bibliográfica sobre su historia, publicada por el Centro de Estudios del Jiloca.

## Descripción
Castillo de planta cuadrada de unos 60 metros de lado, situado sobre una pequeña loma desde la que se divisa la laguna de Gallocanta. Por los restos se puede deducir que se trataría de un recinto amurallado con torres en las esquinas. En la actualidad únicamente quedan restos de tres de las torres, una en la cota máxima del monte y dos a un nivel bastante más bajo; dos de ellas son de planta cuadrada de unos 6 metros de lado y se hallaban unidas por un largo muro que seguía el desnivel del monte y del que solo quedan los cimientos.
Se pueden consultar fotos y más historia en http://www.casalaberinto.es/tornos/castillo-de-tornos/

## Catalogación
El Castillo de Tornos está incluido dentro de la relación de castillos considerados Bienes de Interés Cultural, como zona arqueológica, en virtud de lo dispuesto en la disposición adicional segunda de la Ley 3/1999, de 10 de marzo, del Patrimonio Cultural Aragonés. Este listado fue publicado en el Boletín Oficial de Aragón del día 22 de mayo de 2006.

## Enlaces de interés
- Wikimedia Commons alberga una categoría multimedia sobre Castillo de Tornos.
- Castillo de Tornos en CastillosNet.
- Ficha en A.R.C.A.

- Datos: Q3571970
- Multimedia: Castle of Tornos / Q3571970